# Lev Gonov
Lev Gonov, né le 6 janvier 2000, est un coureur cycliste russe, évoluant à la fois sur route et sur piste. 
Il est notamment champion d'Europe de poursuite par équipes en 2020.

## Biographie
Chez les juniors (17/18 ans), Lev Gonov intègre l'équipe nationale russe sur piste et sur route. Il remporte ses premiers succès internationaux avec Ivan Smirnov et Gleb Syritsa, principalement sur piste. En 2017, il devient champion du monde et d'Europe de poursuite par équipes juniors. En 2018, il remporte le titre mondial sur la poursuite individuelle. Lorsqu'il passe chez les espoirs (moins de 23 ans), il rejoint l'équipe Lokosphinx. En 2019, il remporte la médaille d'or en poursuite par équipes aux Jeux européens et aux championnats d'Europe espoirs. En octobre 2020, lors des championnats d'Europe espoirs, il décroche deux titres en poursuite par équipes et en course à l'américaine. Un mois plus tard, chez les élites, il devient champion d'Europe de poursuite par équipes. En 2021, il remporte à domicile l'américaine et la poursuite par équipes lors de la manche de Coupe des nations à Saint-Pétersbourg. Sur route, il gagne une étape du Tour de Fuzhou en 2019 sous le maillot de l'équipe nationale.
Avec l'invasion de l'Ukraine par la Russie et le retrait de la licence de Lokosphinx début 2022, il rejoint avec plusieurs coéquipiers une équipe amateur enregistrée en Espagne. Il remporte à plusieurs reprises des courses du calendrier national en Espagne, en Italie et aux Cinq anneaux de Moscou en 2023 et 2024. Ses succès attirent l'attention et il devient stagiaire dans l'équipe Astana Qazaqstan Development en août 2024. Au Tour de Szeklerland, il remporte le prologue et défend la tête du classement général jusqu'à la fin du tour. 
Pour la saison 2025, Gonov devient membre permanent de l'équipe Astana Qazaqstan Development. Lors de La Popolarissima, il termine troisième d'une course remportée par son coéquipier Ivan Smirnov.

## Palmarès sur piste

### Championnats du monde
- Pruszków 2019
  - 14e de la poursuite par équipes[4]

### Championnats du monde juniors
- Montichiari 2017
  -  Champion du monde de poursuite par équipes juniors (avec Gleb Syritsa, Ivan Smirnov et Dmitry Mukhomediarov)
  -  Médaillé d'argent de l'américaine juniors
  -  Médaillé de bronze de la poursuite individuelle juniors
- Aigle 2018
  -  Champion du monde de poursuite individuelle  juniors
  -  Médaillé d'argent de l'américaine juniors

### Coupe du monde
- 2017-2018
  - 3e de la poursuite par équipes à Pruszków
  - 3e de la poursuite par équipes à Minsk

### Coupe des nations
- 2021
  - 1er de la poursuite par équipes à Saint-Pétersbourg (avec Gleb Syritsa, Ivan Smirnov et Egor Igoshev)
  - 1er de l'américaine à Saint-Pétersbourg (avec Ivan Smirnov)

### Championnats d'Europe
| Édition / Épreuve                 | Poursuite individuelle | Poursuite par équipes                       | Américaine        |
| Anadia 2017 (juniors)             |                        | Or (avec Smirnov, Mukhomediarov et Syritsa) |                   |
| Aigle 2018 (espoirs)              |                        | Bronze                                      |                   |
| Gand 2019 (espoirs)               | Bronze                 | Or (avec Smirnov, Mukhomediarov et Syritsa) |                   |
| Fiorenzuola d'Arda 2020 (espoirs) | Bronze                 | Or (avec Smirnov, Bersenev et Syritsa)      | Or (avec Smirnov) |
| Plovdiv 2020                      | Bronze                 | Or (avec Dubchenko, Bersenev et Evtushenko) |                   |
| Granges 2021                      | Argent                 |                                             |                   |

### Jeux européens
| Édition / Épreuve | Poursuite par équipes                  |
| Minsk 2019        | Or (avec Smirnov, Bersenev et Syritsa) |

### Six jours
- Fiorenzuola d'Arda : 2024 (avec Ivan Smirnov)

### Championnats de Russie
- 2017
  - 2e de la poursuite par équipes
- 2018
  -  Champion de Russie de poursuite par équipes (avec Gleb Syritsa, Ivan Smirnov et Alexander Evtushenko)
  - 2e de l'américaine
- 2019
  -  Champion de Russie de poursuite par équipes (avec Nikita Bersenev, Ivan Smirnov et Gleb Syritsa)
- 2020
  -  Champion de Russie de poursuite individuelle
  -  Champion de Russie de poursuite par équipes
  -  Champion de Russie de l'américaine (avec Kirill Sveshnikov et Ivan Smirnov)
- 2021
  -  Champion de Russie de poursuite par équipes

## Palmarès sur route

### Par années
- 2019
  - Trofeo Ayuntamiento de Zamora
  - 5e étape du Tour de Fuzhou
- 2020
  - 2e étape du Tour de Valence (contre-la-montre)
  - 2e du Tour de Valence
- 2021
  - 3e du Giro del Piave
  - 5e du championnat d'Europe du contre-la-montre espoirs
- 2022
  - Championnat de Catalogne du contre-la-montre
- 2023
  - Prologue des Cinq anneaux de Moscou
  - 2e du Grand Prix de la ville d'Empoli
  - 2e du championnat de Russie du contre-la-montre
- 2024
  - Trophée Guerrita
  - Cursa Festes del Tura d'Olot
  - Cinq anneaux de Moscou : 
    - Classement général
    - Prologue

  - Tour de Szeklerland :
    - Classement général
    - Prologue

  - 2e de la Coppa Caduti di Reda
  - 2e du championnat de Russie du contre-la-montre
- 2025
  - 3e étape du Tour de Turquie
  - 3e de La Popolarissima

### Classements mondiaux
| Année                                 | 2020 | 2021  | 2022 | 2023 | 2024  |
| ------------------------------------- | ---- | ----- | ---- | ---- | ----- |
| Classement mondial                    | 398e | 1819e | nc   | nc   | 1142e |
| UCI Europe Tour                       | 324e | 1250e | nc   | nc   | nc    |
|                                       |      |       |      |      |       |
| Légende : nc = non classéSource : UCI |      |       |      |      |       |